# Culcitaceae
Culcitaceae is een monotypische familie van boomvarens met slechts één geslacht en twee soorten. Het zijn tropische en subtropische terrestrische varens.

## Naamgeving en etymologie
De botanische naam Culcitaceae is overgenomen van het geslacht Culcita en komt van het Latijnse 'culcita' (kussen).

## Kenmerken
Culcitaceae bezitten kruipende of rechtopstaande wortelstokken bezet met haren. De bladen zijn groot, 4- tot 5 maal geveerd, eveneens schaars behaard, met een gootvormige vaatbundel.
De sporenhoopjes liggen aan het uiteinde van de nerven tegen de bladrand en zijn afgedekt met een dekvliesje.

## Verspreiding
Culcitaceae zijn terrestrische varens uit de Azoren, Madeira, Tenerife, Zuidwest-Europa en de Neotropen.

## Taxonomie
Culcitaceae zijn fylogenetisch nauw verwant aan de familie Plagiogyriaceae en veel minder aan de Calochlaena, wat in het verleden gedacht werd.

### Geslachtenlijst
- Culcita C.Presl